# Elbakin.net
 (septembre 2021).
Elbakin.net est un site Internet français créé en 2000 et consacré à la fantasy sur tous ses supports (livres, illustration, bandes dessinées, films, fictions télévisées, jeux). C'est un site et forum d'informations francophones consacrées à la fantasy. Depuis 2006, les principaux contributeurs du site se sont constitués en une association loi de 1901 du même nom, qui gère le site et entreprend d'autres actions culturelles dans ce domaine.

## Historique
Début septembre 2000, trois amateurs de fantasy, Raphaël Cervera, Jean-François le Gac et Emmanuel Chastellière,,,, lancent un site Internet, Elbakin.com, qui résulte de la fusion de leurs sites Internet personnels, et qui est consacré principalement à l'univers du roman Le Seigneur des anneaux et à son adaptation cinématographique par Peter Jackson, alors en cours de production. Le site se fait connaître, en relayant les informations relatives à l'adaptation cinématographique, puis, après la sortie de la trilogie, se consacre à la fantasy en général. Les auteurs des articles, chroniques, interviews et pages du site sont bénévoles. Une nouvelle mouture du site est mise en ligne en avril 2001. Le site renouvelle son forum en adoptant un moteur phpBB en avril 2002 afin de faire face à l'augmentation du trafic. 
En septembre 2003, le site change de nom de domaine et devient Elbakin.net. En 2004, la rédaction permanente du site se modifie, Emmanuel Chastellière restant le seul des trois membres fondateurs encore actif, tandis que plusieurs nouveaux rédacteurs rejoignent l'équipe.
En 2006 est créée l'association Elbakin.net, une association loi de 1901 française à but non lucratif dont le but est de promouvoir la fantasy, principalement à l'aide du site elbakin.net, mais aussi par d'autres moyens, en particulier la présence dans des festivals[source insuffisante]. En février 2009, le site ouvre une page sur Facebook.
En juin 2009, Louis Carlioz du site prend part à deux heures d'étude organisés par l'université Paris-XIII sur la fantasy en France via la participation à une table ronde[source insuffisante],[source insuffisante].
Fin 2009, le site de vente en ligne Fnac.com reprend quelques chroniques d'Elbakin.net, titrant "L'avis de notre partenaire". Ce partenariat visant à apporter à Elbakin un peu plus de visibilité est cependant parfois mal vu par certains membres de la communauté qui y voient surtout une opportunité pour le site marchand de la Fnac, mais pas forcément pour une association attachée à sa réputation d'indépendance.
En 2010, Elbakin.net organise la première Convention française de fantasy, qui se tient à Grenoble du 26 au 29 août, en même temps que la 37e convention de science-fiction,[source insuffisante]. À cette occasion est lancé un prix littéraire de fantasy, le Prix Elbakin.net,.
En septembre 2010, le site fête ses dix ans[pertinence contestée] et publie à cette occasion des mots d'encouragement de plusieurs figures reconnues de la fantasy française, d'auteurs comme Alain Damasio, Pierre Pevel, Jean-Philippe Jaworski et Fabrice Colin, ou d'universitaires comme Vincent Ferré. À Noël 2010, le site lance un podcast sous la forme d'une série d'émissions mensuelles présentant un bilan de l'année écoulée, des critiques de livres et de films ; la première série comprend huit émissions mises en ligne entre Noël 2010 et juillet 2011 et se poursuit au cours des mois suivants. À partir de septembre 2016, le site héberge également le podcast Procrastination, un podcast sur l'écriture animé par les écrivains Lionel Davoust, Mélanie Fazi et Laurent Genefort[source insuffisante].
En janvier 2013, les éditions Panini lancent le magazine SciFiNow, déclinaison française d'un magazine anglais. Elbakin.net y participe, en fournissant à la rédaction du magazine des chroniques de romans fantasy. Ce partenariat prendra fin en décembre 2014, lorsque l'éditeur décidera d'arrêter la publication du magazine.
Le collectif Elbakin.net, par l'intermédiaire d'une quinzaine de ses membres, rédige une trentaine d'articles pour le Dictionnaire de la fantasy sous la direction d'Anne Besson en 2018.

## Prix Elbakin.net

### Roman français
- 2010 : Cytheriae par Charlotte Bousquet
- 2011 : Bankgreen par Thierry Di Rollo
- 2012 : Mordre le bouclier par Justine Niogret[23]
- 2013 : Porcelaine par Estelle Faye
- 2014 : Fées, Weed et Guillotines par Karim Berrouka
- 2015 : Royaume de vent et de colères par Jean-Laurent Del Socorro
- 2016 : Feuillets de cuivre par Fabien Clavel
- 2017 : La Messagère du Ciel par Lionel Davoust
- 2018 : Grish-Mère par Isabelle Bauthian[24]
- 2019 : Diseur de mots par Christian Léourier
- 2020 : Un long voyage par Claire Duvivier
- 2021 : Derniers jours d'un monde oublié par Chris Vuklisevic
- 2022 : Le Chant des géants par David Bry
- 2023 : Le Tournoi des preux de Jean-Philippe Jaworski
- 2024 : Méduse de Martine Desjardins

### Roman français pour la jeunesse
- 2010 : Salicande par Pauline Alphen
- 2011 : La Voix des rois par Olivier Peru et Patrick McSpare
- 2012 : L'Enfant-monstre par Jean-Luc Marcastel
- 2013 : La Fille-sortilège par Marie Pavlenko
- 2014 : Les Fiancés de l’hiver par Christelle Dabos[25]
- 2015 : Thya par Estelle Faye
- 2016 : Les Loups chantants par Aurélie Wellenstein
- 2017 : Le lien du faucon par Delphine Laurent
- 2018 : Miss Pook et les enfants de la lune par Bertrand Santini
- 2019 : L'Art du naufrage par Pascale Quiviger
- 2020 : Dans l'ombre de Paris par Morgan of Glencoe
- 2021 : D'or et d'oreillers par Flore Vesco
- 2022 : Les Sœurs Hiver par Jolan C. Bertrand
- 2023 : Brussailes d'Éléonore Devillepoix
- 2024 : Plein-Ciel de Siècle Vaëlban

### Roman étranger
- 2010 : L'Empire ultime par Brandon Sanderson
- 2011 : Les Cent Mille Royaumes par N. K. Jemisin
- 2012 : The City and the City par China Miéville
- 2013 : La Peur du sage par Patrick Rothfuss
- 2014 : Immortel par Catherynne M. Valente
- 2015 : Les Chevaux célestes par Guy Gavriel Kay
- 2016 : Lud-en-Brume par Hope Mirrlees
- 2017 : Le Fleuve céleste par Guy Gavriel Kay
- 2018 : La Bibliothèque de Mount Char par Scott Hawkins
- 2019 : Lovecraft Country par Matt Ruff
- 2020 : Vita Nostra par Marina et Sergueï Diatchenko
- 2021 : Djinn City par Saad Z. Hossain (en)
- 2022 : Gideon la Neuvième par Tamsyn Muir
- 2023 : Malice de John Gwynne
- 2024 : La Maison aux pattes de poulet de GennaRose Nethercott

### Roman étranger pour la jeunesse
- 2010 : Lombres par China Miéville
- 2011 : Léviathan par Scott Westerfeld
- 2012 : Quelques minutes après minuit par Patrick Ness
- 2013 : Les Orphelins du royaume par Leigh Bardugo
- 2014 : Étiquette et Espionnage par Gail Carriger
- 2015 : L'Épreuve de fer par Holly Black et Cassandra Clare
- 2016 : Une braise sous la cendre par Sabaa Tahir
- 2017 : Maresi par Maria Turtschaninoff (en)
- 2018 : L'Anti-Magicien par Sebastien de Castell
- 2019 : Les Défis de Morrigane Crow par Jessica Townsend
- 2020 : Thornhill par Pam Smy
- 2021 : La Fille aux mains magiques par Nnedi Okorafor et Zariel
- 2022 : L'Ogresse et les Orphelins par Kelly Barnhill
- 2023 : Le Château solitaire dans le miroir de Mizuki Tsujimura
- 2024 : La Plus Grande de Davide Morosinotto (it)

### Récompenses et nominations multiples

#### Récompenses
(minimum 2)
- China Miéville : 2
  - 2010 : Lombres (roman étranger pour la jeunesse)
  - 2012 : The City and the City (roman étranger)
- Estelle Faye : 2
  - 2013 : Porcelaine (roman français)
  - 2015 : Thya (roman français pour la jeunesse)
- Guy Gavriel Kay : 2
  - 2015 : Les Chevaux célestes (roman étranger)
  - 2017 : Le Fleuve céleste (roman étranger)

#### Nominations
(minimum 3)
- Charlotte Bousquet : 4
  - Roman français : 2010
  - Roman français pour la jeunesse : 2010, 2012 et 2017

- Lionel Davoust : 4
  - Roman français : 2010, 2015, 2016 et 2017

- Brandon Sanderson : 3
  - Roman étranger : 2010 et 2015
  - Roman étranger pour la jeunesse : 2014

- Estelle Faye : 3
  - Roman français : 2013 et 2017
  - Roman français pour la jeunesse : 2015

- Guy Gavriel Kay : 3
  - Roman étranger : 2015, 2016 et 2017